# Пристава при Лесичнем
Пристава при Лесичнем (словен. Pristava pri Lesičnem) је насељено место у општини Подчетртек, Савињска регија, Словенија.

## Историја
До територијалне реорганизације у Словенији била је у саставу старе општине Шмарје при Јелшах.

## Становништво
У попису становништва из 2011. године, Пристава при Лесичнем је имала 40 становника.
| Број становника према пописима | Број становника према пописима | Број становника према пописима |
| ------------------------------ | ------------------------------ | ------------------------------ |
| 1991                           | 2002                           | 2011                           |
| 27                             | 26                             | 40                             |

Напомена: До 1953. пријављен под именом Пристава.